# Резолюция Совета Безопасности ООН 2231
Резолюция Совета Безопасности Организации Объединённых Наций 2231 (код — S/RES/2231), принятая 20 июля 2015 года в поддержку Совместного всеобъемлющего плана действий по ядерной программе Ирана. Она определяет процесс и график международных инспекций, а также готовит основания для снятия санкций ООН против Ирана. Резолюцию единогласно поддержали все 15 стран — членов Совета Безопасности. Предварительно её согласовали все 5 постоянных членов Совета Безопасности ООН, а также Германия, Европейский Союз и Иран.

## Обвинения в нарушениях

### Ракетная программа
29 марта 2016 года Соединённые Штаты, Великобритания, Франция и Германия направили совместное письмо генеральному секретарю ООН Пан Ги Муну по обвинению Ирана в невыполнении резолюции 2231 во время проведенных ракетных испытаний, которые были проведены уже после подписания соглашения. В письме отмечено, что ракеты способны нести ядерные боеголовки. Издание Deutsche Welle со ссылкой на неназванные дипломатические источники отметило, что письмо не было категоричным и не может быть использовано для введения карательных мер согласно соглашению.

### Война против Саудовской Аравии
9 июня 2022 года генеральный секретарь ООН Антониу Гутерриш в очередном докладе Совету Безопасности ООН по эмбарго вооружений Ирана, что многочисленные крылатые ракеты, использованные в 2019 году в атаках на Саудовскую Аравию, были происхождением из Ирана. Иранские крылатые ракеты и дроны были применены вроде бы хуситами для ударов по инфраструктурным и энергетическим объектам в Саудовской Аравии.

### Участие в российско-украинской войне
По мнению украинского правительства, поставка беспилотных летательных аппаратов серий Mohajer (в том числе Mohajer 6) и Shahed (в том числе Shahed 131 и Shahed 136) из Ирана в Россию нарушает Резолюцию Совета Безопасности ООН 2231. Также дроны Mohajer производит компания Qod на которую распространяется положение Резолюции № 2231 о замораживании активов. Поэтому 19 октября 2022 Украина пригласила экспертов ООН для проверки происхождения дронов-камикадзе.
В частности, Украина отмечает, что параграф 4 приложения Резолюции Совета Безопасности ООН 2231 запрещает передачу из Ирана всех предметов, материалов, оборудования, товаров и технологий, изложенных в приложении S/2015/546, если это не одобрено Советом Безопасности в каждом частном случае.